# Saphir Taïder
Saphir Sliti Taïder (Castres, Francia, 29 de febrero de 1992) es un futbolista de argelino de origen tuniceno, nacido en Francia. Juega como centrocampista y actualmente milita en el Al-Ain F. C. de la Liga Profesional Saudí.
Sus hermanos Ismael Taider y Nabil Taïder también son futbolistas, Ismael en Lokomotiv Sofia y Nabil en FC Blagnac.

## Trayectoria
Taïder hizo su debut profesional en el Grenoble Foot 38, en Francia, el 15 de mayo de 2010 en un partido de Liga contra el Marsella, El 5 de julio de 2010, Taïder firmó su primer contrato profesional acordar un contrato de tres años con el Grenoble.

### Bologna Football Club
Después del descenso del Grenoble a la quinta división del fútbol francés debido a problemas financieros en 2011, Taïder se unió al club italiano de Bolonia. El 16 de enero de 2012, hizo su primera apertura en la Serie A en el empate 1-1 contra el Nápoles. Un día después, se anunció que Taïder fue contratado por la Juventus con un contrato de copropiedad de € 2.425 millones en el que el danés Frederik Sørensen partía hacia el otro lado a cambio de € 2,5 millones.

### Internazionale de Milán
El 19 de agosto de 2013, se unió a Internazionale firmó un contrato para cuatro años por 5,5 millones de euros más la copropiedad de Diego Laxalt. El 26 de agosto de 2013, hizo su debut con el Inter en la victoria por 2-0 ante el Genoa, que fue el sustituto de Ricky Álvarez en el minuto 85.

### Southampton FC
El 6 de agosto de 2014 se hace oficial su préstamo por una temporada al Southampton FC de la Liga Premier de Inglaterra

### Sassuolo FC
Tras menos de un mes de haberse anunciado su pase al Southampton, vuelve al  Inter  debido a que Ronald Koeman considera que su rendimiento físico no está a la altura. El equipo nerazurri lo cede al  Sassuolo de la Serie A.

## Selección nacional
Taïder fue llamado por primera vez a la selección mayor de Argelia para un amistoso frente a Benín, haciendo su debut en ese partido y anotando un gol.
El 2 de junio de 2014 fue incluido en la lista final de 23 jugadores que representarán a Argelia en la Copa Mundial de Fútbol de 2014.

### Participaciones en Copas del Mundo
| Mundial                        | Sede   | Resultado        |
| ------------------------------ | ------ | ---------------- |
| Copa Mundial de Fútbol de 2014 | Brasil | Octavos de final |

## Clubes
Taïder hizo su debut profesional con el Grenoble el 15 de mayo de 2010 en un partido de Liga contra el Marsella.
Tiempo después Taïder fichó por el club italiano Bolonia. El 16 de enero de 2012, hizo su primera apertura en la Serie A en el empate 1-1 contra el Nápoles.
Se anunció que Taïder fue contratado por la Juventus con un contrato de copropiedad de 2.425 millones de euros en el que el danés Frederik Sørensen partía hacia el otro lado por 2,5 millones de euros.
El 19 de agosto de 2013, se unió al Internazionale con un contrato de duración de cuatro años por € 5,5 millones.
El 6 de agosto de 2014 se oficializa su préstamo al Southampton por una temporada como parte de la operación por Pablo Osvaldo.